# Pomelo
A (magyarul) hárzsa avagy pomelo vagy pummelo (középső gyümölcs) (latin: Citrus grandis, binomiális név: Citrus maxima) néven is ismert, a rutafélék családjába tartozik, Malajziában és Polinéziában őshonos déligyümölcs.

## Leírása
6–13 m magas gyümölcstermő fa. Levelei a narancséihoz hasonlók, de levélnyelei szélesen szárnyasak, fonákuk és fiatal hajtásai pedig molyhosak. Virágai nagyok, fehérek,  grapefruithoz hasonló, rendkívül nagy termései gömbölyűek, illetve körte alakúak. Héjuk színe éretten citromsárga, illatuk kellemesen fanyar. Az ehető terméshús halvány, sárgásfehér vagy piros, a gerezdek könnyen szétválaszthatók. A gyümölcshús színe halvány sárgától a rózsaszínen át a vörösig terjedhet, íze édes, lágy grapefruitra hasonlít. Az egészségre gyakorolt hatása, hogy serkenti a vérkeringést, és magas a C-vitamin-tartalma. A pomelo a legnagyobb citrusgyümölcs, átmérője 30 cm, tömege akár 10 kg is lehet.

## Termesztése
A pomelo Délkelet-Ázsiában és Malajziában honos. A Fiji, Tonga és Hawaii szigetek folyópartjain vadon is megterem. Vélhetően i. e. 100 körül telepítették be Kínába. Széles körben termesztik Dél-Kínában (Jiangsu, Jiangxi és Fujian tartományokban) és Thaiföld középső részén a Tha Chin folyó partján, emellett Tajvanon, Japán legdélebbi részein, Dél-Indiában, Bangladesben, Myanmarban, Vietnámban, Malajziában, Indonéziában, Pápua Új-Guinea-ban, Tahitin és a Fülöp-szigeteken. Kisebb mennyiségekben, specialitásként termesztik Kaliforniában, Floridában és Izraelben is.

## Felhasználása
A vastag héjból lekvárt is főznek. A kínai konyhában felhasználják a pomelo héját fűszerként vagy kandírozott formában. Dél-Kínában általában előszeretettel használják fel mindenféle citrusgyümölcsök héjait ízesítésre.

## Keresztezései
- A legismertebb hibridje a grépfrút, amelyet a naranccsal keresztezve hoztak létre.
- A tangelo a pomelo és a mandarin keresztezéséből adódó hibrid. Körte alakú gyümölcse enyhén rücskös, narancssárga színű. Puha gyümölcshúsa leves, kellemesen édeskés ízű.
- A sweetie, vagy más néven oroblanco (fehér arany) pedig a pomelo és a grépfrút keresztezésével jött létre. Gyakorlatilag kizárólag Izraelben termesztik. Édes, mag nélküli citrusféle.[3]

## Galéria

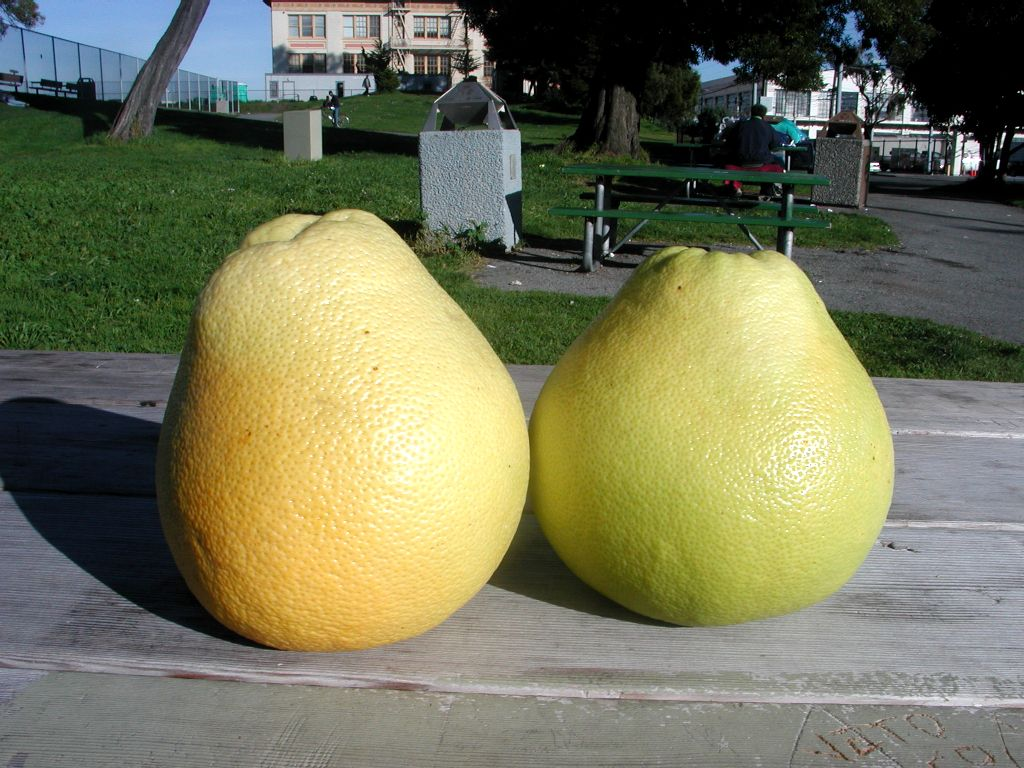
Pomelo gyümölcsök
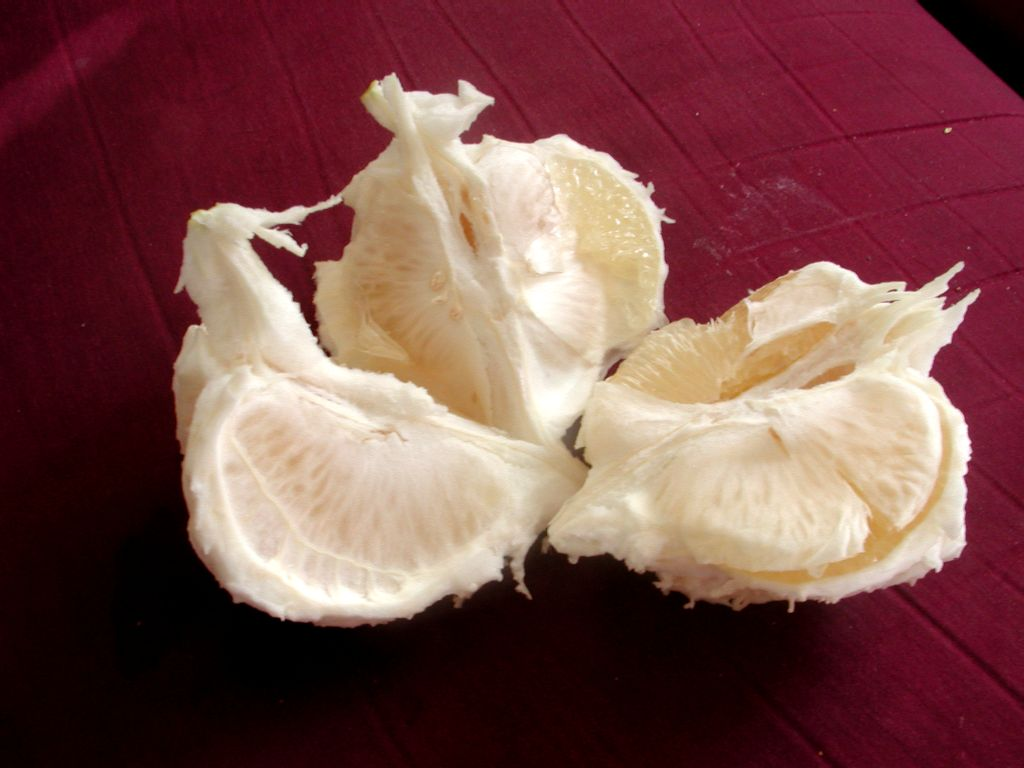
Gerezdekre szedve
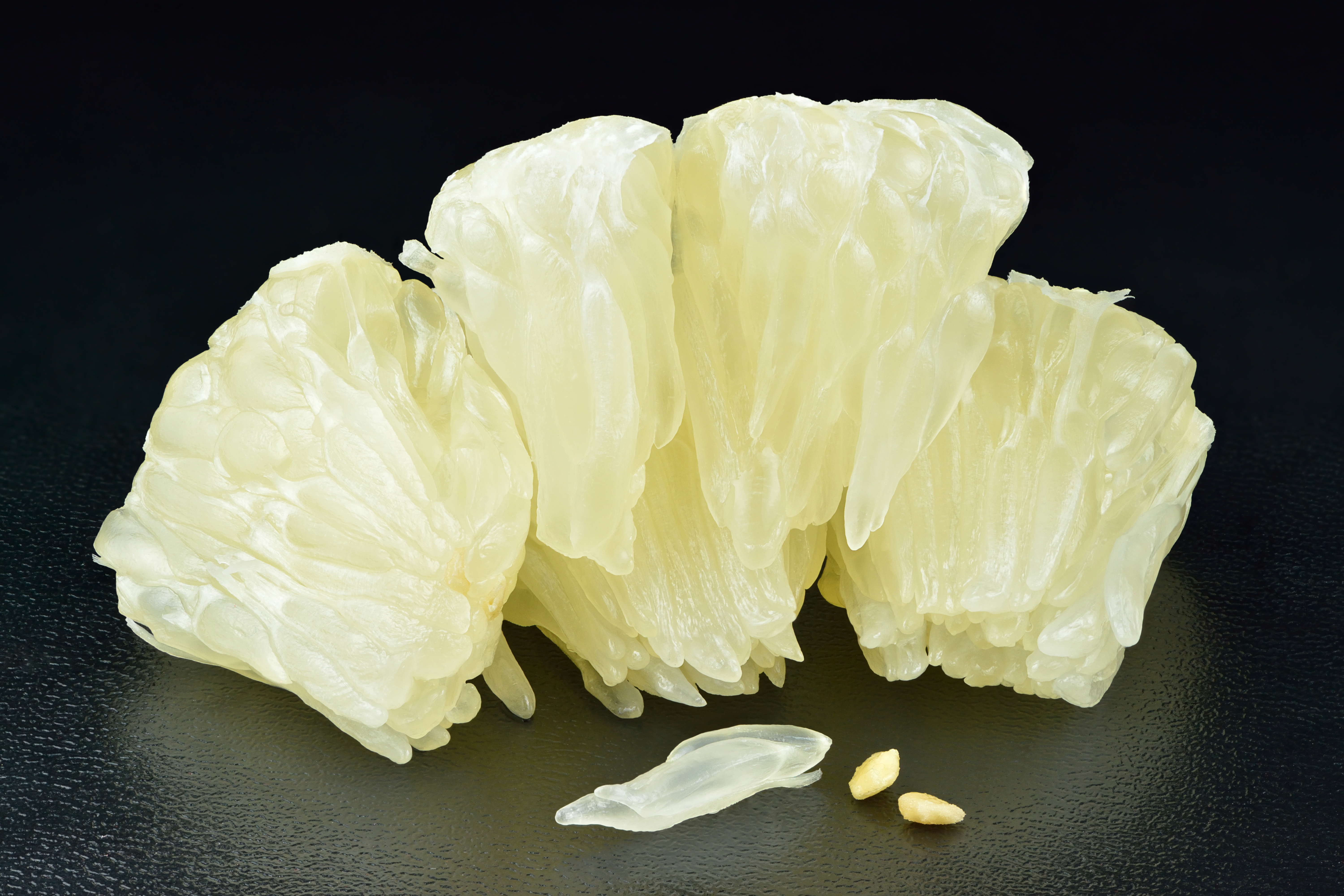
A pomelo húsa
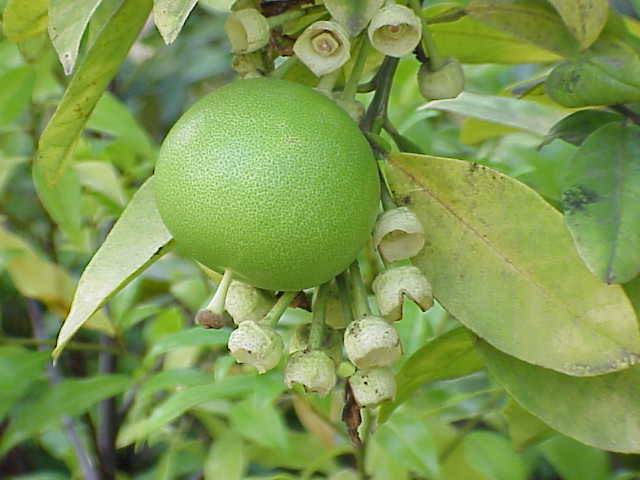
Pomelo a pomelofán
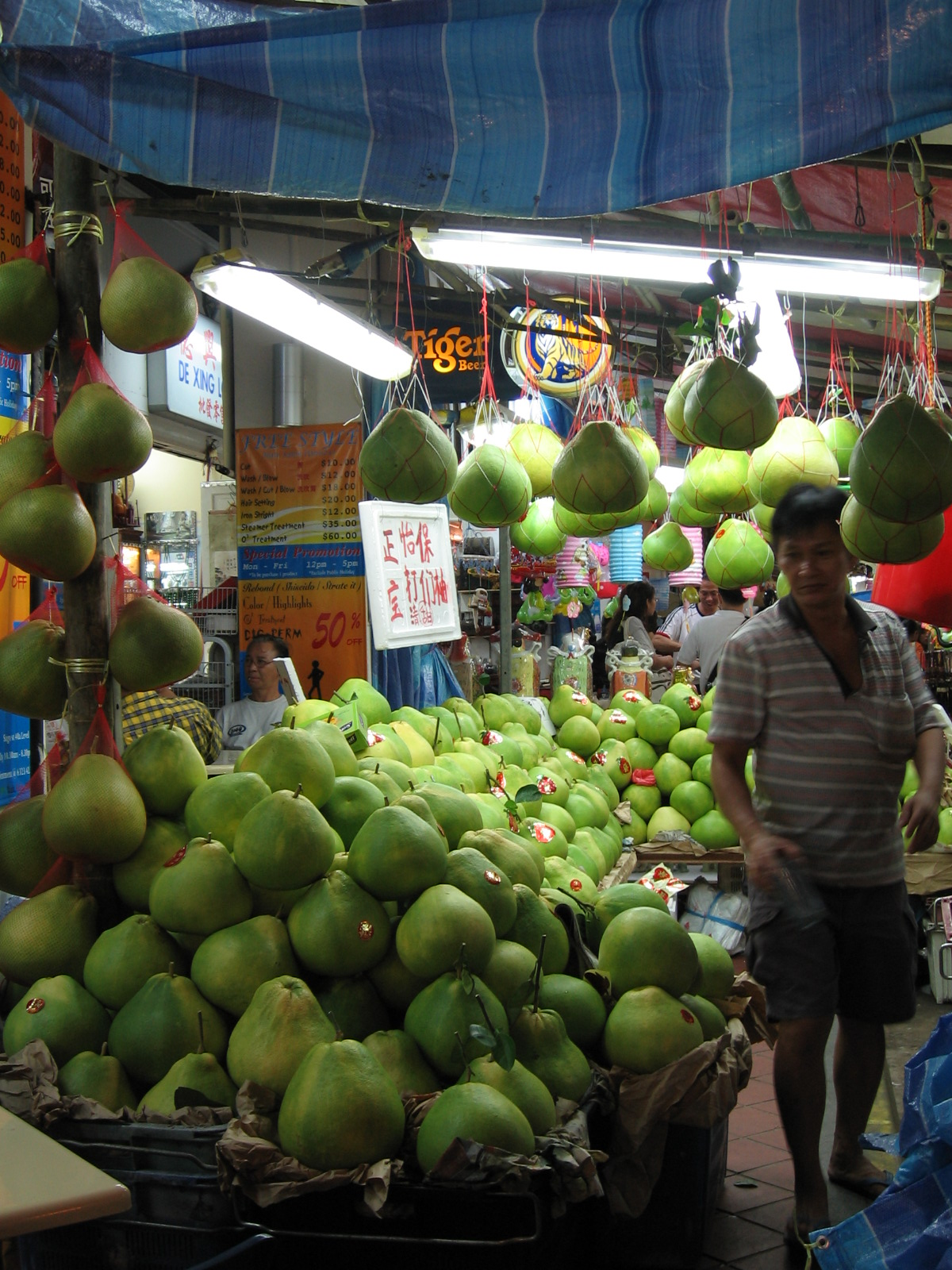
Pomelo Szingapúrban piaci árusnál
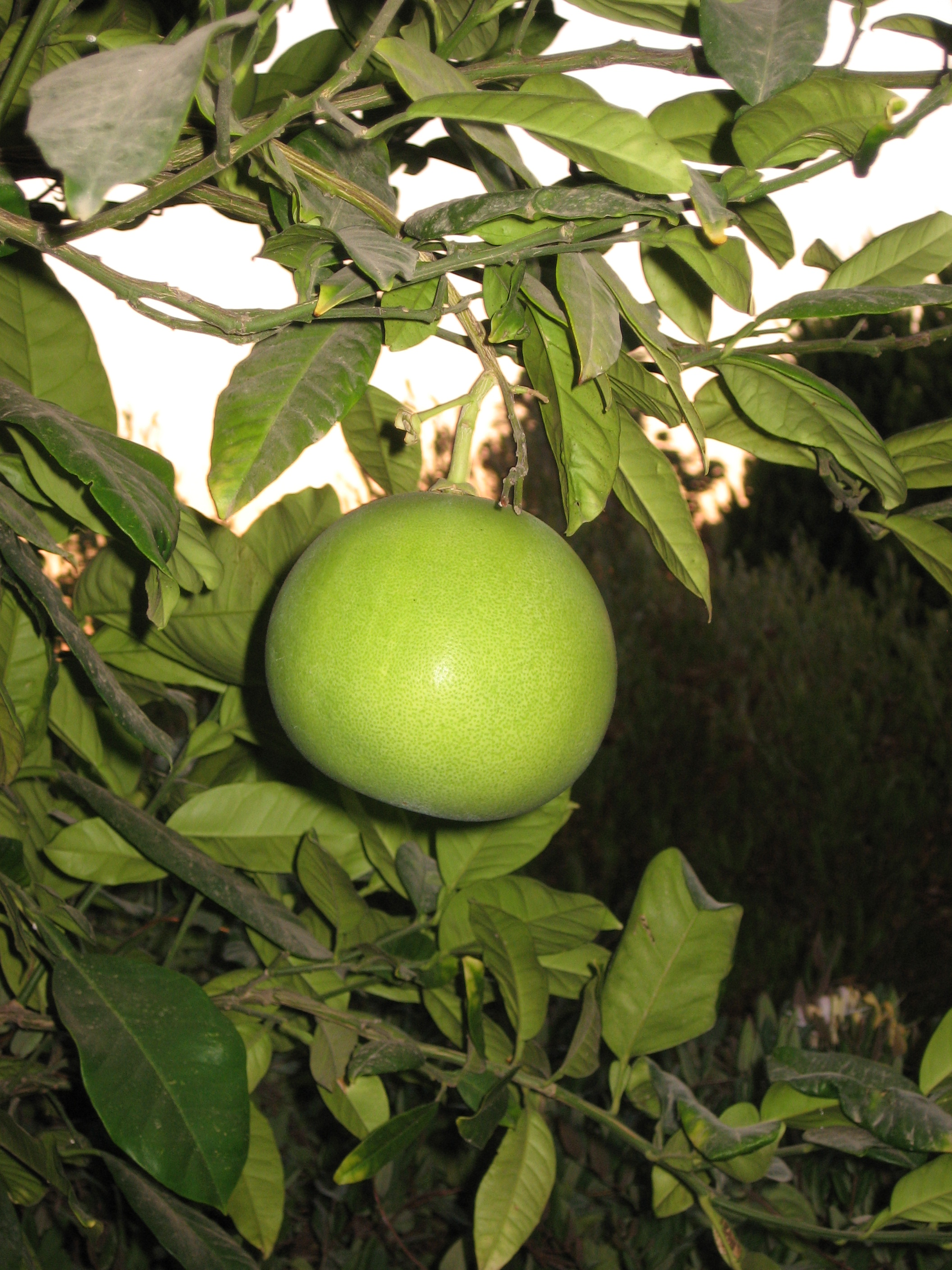
A sweetie gyümölcse
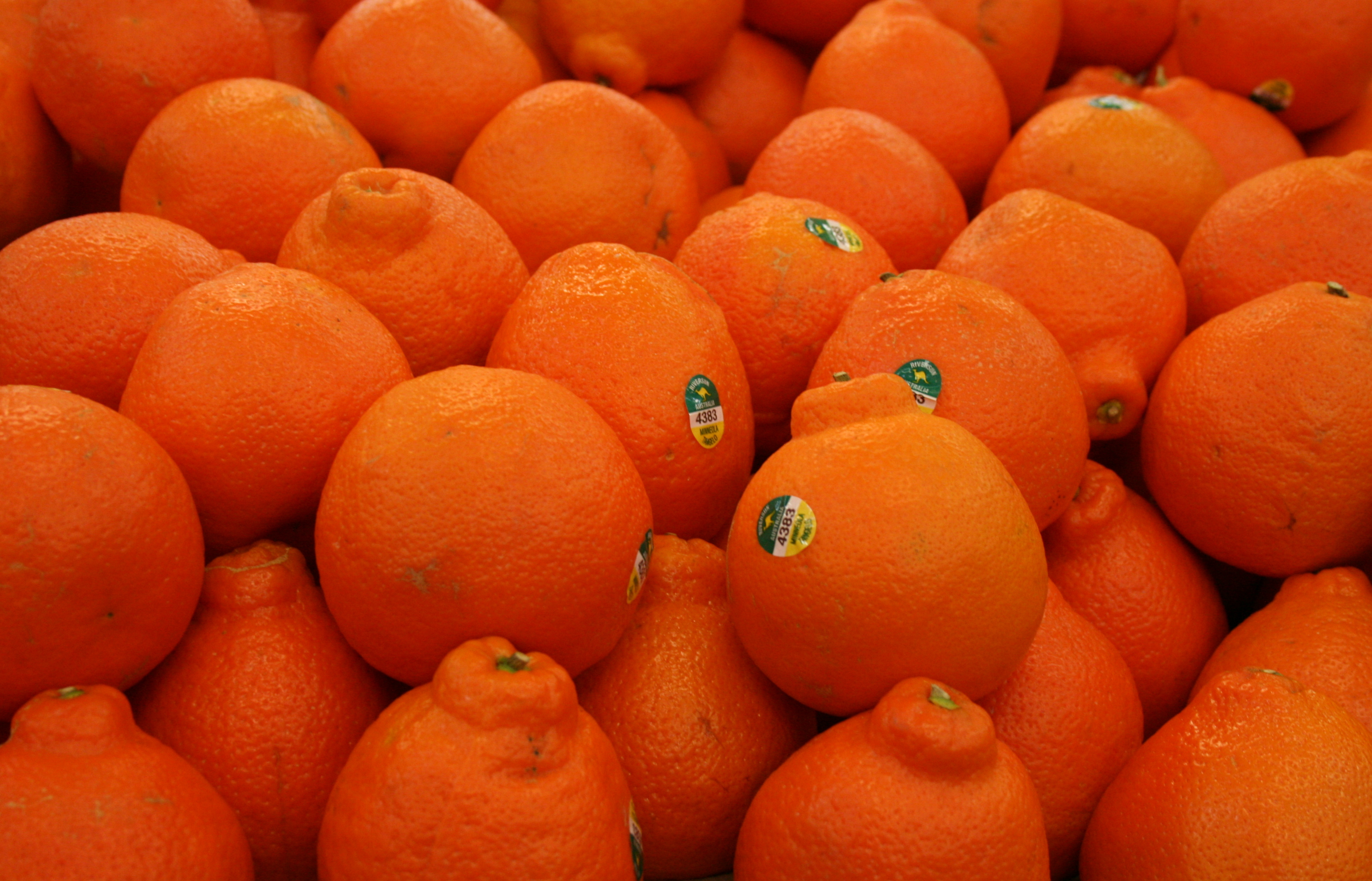
Tangelo gyümölcsök